# Groupe Canal+
Groupe Canal+, cuya razón social es Groupe Canal Plus, SA, es un grupo audiovisual francés formado por Canal+, un canal de televisión de pago fundado en noviembre de 1984. Edita «Les Chaînes Canal+» y canales de pago por visión a través de su filial, MultiThématiques, y los distribuye con ofertas de televisión por suscripción en Canal+, pero también publica canales gratuitos en televisión digital terrestre en Francia con i-Télé luego CNews y, desde octubre de 2012, primero con, D17 luego CStar y los servicios de televisión inteligente de Canalplay.
Además, el grupo está presente en el mundo a través de su filial Canal+ Overseas en Francia de ultramar (Canal+ Reunión, Canal+ Caribe, Canal+ Calédonie), en África francófona con Canal+ África, pero también en Polonia con NC+ (ITI Neovision) (anteriormente Cyfra+ (Canal + Cyfrowy)) y en Vietnam con K+ (VSTV), el grupo estuvo presente en otros ocho países europeos antes de una reestructuración entre 2002 y 2005. El grupo también es un jugador importante en la producción y distribución de películas de cine con StudioCanal.
Como parte de la escisión de Vivendi, Groupe Canal+ se convirtió en la entidad independiente Canal+ S.A. el 9 de diciembre, con la intención de cotizar en la Bolsa de Londres el 16 de diciembre de 2024.

## Divisiones corporativas
- Canal+ (canal de televisión)
- StudioCanal
- Canal+ (plataforma satélite)
- Multithématiques (Planète, Jimmy, Seasons...)

## Canales
| Logo | Canal                                  | Fecha de creación       |
| ---- | -------------------------------------- | ----------------------- |
|      | CStar (HD) Canal generalista y musical | 5 de septiembre de 2016 |
|      | CNews (HD) Canal de noticias           | 27 de febrero de 2017   |

| Logo | Canal                                   | Fecha de creación        |
| ---- | --------------------------------------- | ------------------------ |
|      | Canal+ (HD) Canal generalista nacional. | 4 de noviembre de 1984   |
|      | Canal+ Cinéma(s) (HD) Canal de cine.    | 27 de abril de 1996      |
|      | Canal+ Docs (HD) Canal documentaries    | 27 de abril de 1996      |
|      | Canal+ Sport (HD) Canal deportivo.      | 1 de noviembre de 2003   |
|      | Canal+ Kids (HD) Canal juvenil.         | 20 de octubre de 2007    |
|      | Canal+ Séries (HD) Canal de series.     | 21 de septiembre de 2013 |
|      | Canal+ Grand Ècran                      | 2022                     |
|      | Canal+ Sport 360                        | 2022                     |
|      | Canal+ Foot                             | 2022                     |
|      | Canal+ Box Offlice                      | 2023                     |
|      | Canal+ Premier League                   | 2019                     |
|      | Canal+ Live (1-19)                      | 2024                     |

| Logo | Canal                                          | Fecha de creación        |
| ---- | ---------------------------------------------- | ------------------------ |
|      | Ciné+ OCS (HD) Canales de cine.                | septiembre de 1988       |
|      | Comédie+ (HD) Canal de humor.                  | 17 de mayo de 2011       |
|      | CStar Hits France (HD) Canal musical.          | 27 de febrero de 2018    |
|      | Golf+ (HD) Canal deportivo.                    | 4 de julio de 2012       |
|      | Infosport+ (HD) Canal de información deportiva | 10 de julio de 1998      |
|      | Piwi+ (HD) Canal infantil.                     | 3 de diciembre de 2003   |
|      | Planète+ (HD) Canal de documentales.           | 1 de agosto de 1988      |
|      | Planète+ Aventure (HD) Canal de documentales.  | 2 de septiembre de 1998  |
|      | Planète+ Crime (HD) Canal de documentales.     | 27 de octubre de 2007    |
|      | Polar+ (HD) Canal de cine y series.            | 26 de septiembre de 2017 |
|      | Seasons (HD) Canal de documentales.            | 1 de noviembre de 1996   |
|      | Télétoon+ (HD) Canal juvenil.                  | 16 de diciembre de 1996  |
|      | Olympia TV                                     | 2020                     |

| Logo | Canal                         | Fecha de creación   | Participación |
| ---- | ----------------------------- | ------------------- | ------------- |
|      | Mezzo (HD) Canal de música    | 21 de marzo de 1998 | 50 %          |
|      | Mezzo Live HD Canal de música | 21 de marzo de 1998 | 50 %          |

| Logo | Canal                              | Fecha de creación | Fecha de desaparición |
| ---- | ---------------------------------- | ----------------- | --------------------- |
|      | TV Sport y luego Eurosport Francia | 1984              | 2001                  |
|      | Jimmy                              | 1990              | 2015                  |
|      | Ciné+ Star                         | 1997              | 2013                  |
|      | Canal+ Décalé                      | 1997              | 2022                  |
|      | Foot+ 24/24                        | 1999              | 2022                  |
|      | Planète+ Thalassa                  | 1999              | 2016                  |
|      | Cuisine+                           | 2001              | 2015                  |
|      | TPS Star                           | 2001              | 2012                  |
|      | Sport+                             | 2002              | 2015                  |
|      | Ma Planete                         | 2003              | 2007                  |
|      | Pink TV                            | 2004              | 2013                  |
|      | Maison+                            | 2006              | 2015                  |
|      | Planete Juniors                    | 2007              | 2009                  |
|      | Canal+ Family                      | 2007              | 2021                  |
|      | Canal+ 3D                          | 2010              | 2012                  |
|      | La Chaîne du Père Noël             | 2011              | 2022                  |
|      | Campus Bac                         | 2012              | 2012                  |
|      | Clique TV                          | 2018              | 2022                  |
|      | Canal+ Sport Week-end              | 2019              | 2021                  |
|      | Multisports                        | 2014              | 2024                  |
|      | Canal+ Top 14                      | 2019              | 2024                  |
|      | Canal+ Moto GP                     | 2020              | 2024                  |
|      | Canal+ Formule 1                   | 2020              | 2024                  |
|      | Canal+ Ligue 1                     | 2021 2023         | 2021 2024             |
|      | Foot+                              | 1999              | 2024                  |
|      | Rugby+                             | 2007              | 2024                  |
|      | C8                                 | 2016              | 2025                  |
|      | CinéCinéma Succès                  | 2002              | 2004                  |
|      | Spectacle                          | 1996              | 1998                  |
|      | Canal+ Hi-Tech                     | 2005              | 2008                  |
|      | CinéCinéma Auteur                  | 2002              | 2007                  |
|      | CinéCinéma Info                    | 2004              | 2006                  |
|      | Kiosque                            | 1996              | 2006                  |
|      | Ciné+                              | 2006              | 2011                  |
|      | Canal+ Vert                        | 1998              | 2003                  |
|      | Canal+ Jaune                       | 1996              | 2003                  |
|      | Canal+ Bleu                        | 1996              | 2003                  |